# Metasia inustalis
Metasia inustalis là một loài bướm đêm trong họ Crambidae.